# El Arenal (Durango)
El Arenal es una localidad del estado mexicano de Durango. Es parte del municipio de Durango.

## Demografía
| Gráfica de evolución demográfica |
|                                  |

| Censo | Población |
| ----- | --------- |
| 1960  | 1 224     |
| 1970  | 1 539     |
| 1980  | 1 225     |
| 1990  | 1 261     |
| 2000  | 1 074     |
| 2010  | 1 015     |
| 2020  | 1 231     |